# Vulture Glacier, Kanada
Vulture Glacier är en glaciär i Kanada.   Den ligger i Banffs nationalpark i provinsen Alberta. En del av glaciären ligger i British Columbia. Vulture Glacier ligger 2 597 meter över havet.